# Карл Штрейбель
Карл Ріхард Йозеф Штрейбель (нім. Karl Richard Josef Streibel; нар. 11 жовтня 1903, Нойштадт, Провінція Верхня Сілезія, Німецька імперія — пом. 5 серпня 1986, Гамбург, ФРН) — німецький військовик, штурмбанфюрер СС, комендант концтабору «Травники».

## Життєпис
Карл Штрейбель народився 11 жовтня 1903 року в місті Нойштадт, нині територія Польщі. 1922 року, після закінчення школи, емігрував у Бразилію, де працював постачальником їжі. У Бразилії одружився з дочкою підприємця, в 1927 році у нього народилася дочка. У 1928 році повернувся в Німеччину. У Нойштадті відкрив власний ресторан на зароблені у Бразилії кошти. 1934 року ресторан довелось закрити через наслідки світової економічної кризи.
З весни 1930 до січня 1932 року перебував у Штурмових загонах СА-Резерв (Sturmabteilungen Reserve S.A.-Reserve). 
У 1931 році вступив у НСДАП (партійний квиток № 554 023), а у 1933 році був зарахований до СС (№ 60 152). 
З 1 січня 1934 року Карл Штрейбель був помічником писаря в штабі округу СС-Абшніт XXIV в Ополе, у званні шарфюрера СС.
У 1935 році він пройшов два восьмитижневі військові навчання в рейхсвері у резервному піхотному батальйоні 42 в Нойштадті. У листопаді 1936 року був підвищений у званні до унтерштурмфюрера СС, а 9 листопада 1937 року до оберштурмфюрера СС. 1 січня 1937 року Карл Штрейбель став ад'ютантом та секретарем округу СС-Абшніт XXIV. 

### Друга світова війна
Після початку Другої світової війни, у вересні-жовтні 1939 рік, служив у Альґемайне СС, в Любліні. 10 вересня 1939 року підвищений у званні до гауптштурмфюрера СС. 

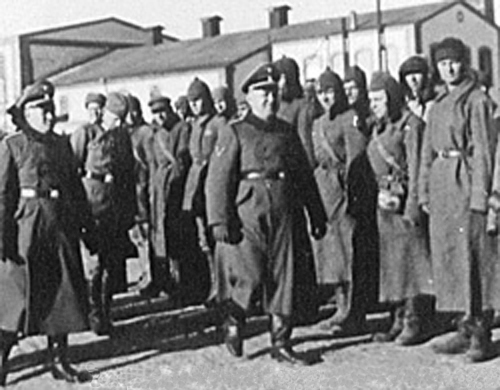
Штрейбель інспектує гіві концтабору «Травники»

З 5 січня 1940 року він служив у Сельбщуц (самообороні), де командував однією з рот, а потім служив начальником штабу Обер-абшніту СС «Схід» під керівництвом обер-фюрера СС Людольфа фон Альвенслебена. 
27 серпня 1940 року, після розпуску «Сельбшуцу», був переведений у концтабір «Белжец». 
З 2 січня 1941 до 20 лютого 1941 року служив ад'ютантом командира замінного батальйону спеціальної служби у Любліні (Sonderndienst Ersatz Bataillon). 
27 жовтня 1941 року Карл Штрайбель був призначений командуючим СС та поліцією Люблінського району фюрером СС Оділо Ґлобочніком, де був задіяний у розширенні навчального табору в Травниках та вербуванні фольксдойче в СС та СД. За час його керівництва в концтаборі пройшли підготовку понад 3000 осіб. Брав участь в операції «Рейнгард». 18 липня 1943 року підвищений у званні до штурмбанфюрера СС.
У липні 1944 року, через наближення лінії фронту, концтабір «Травники» було ліквідовано. 22 червня 1944 року Карл Штрейбель став командуючим СС-Батайон Штрейбель, що діяв у складі СС-Зондерштаб Споренберг, та був сформований з гіві концтабору «Травники». Наприкінці липня 1944 року зі своїм загоном брав участь в оборонних боях, після яких відступив до Вісли, а далі через Польщу та Чехословаччину, до Дрездена. Після бомбардування Дрездена, у лютому 1945 року, він командував групою людей з Травникиів, які відповідали за спалення трупів. 
У квітні 1945 року залишки батальйону, близько 700 осіб, відступили у Судетську область. Батальйон був розформований 12 квітня 1945 року, після чого Штрейбель та його гіві намагалися видати себе за цивільне населення, щоб уникнути переслідування.

### Повоєнні роки
За одними з даних Штрейбель здався американським військам у Судетській області, перебував у табору в Пльзені, а згодом у таборі на околиці Нюрнбергу, і був звільнений з полону в 1948 році. За іншими даними Штрейбель вів звичайне життя, не переховуючись. До 1950 року працював у Фюрті (Баварія) в будівельній компанії. Того ж року переїхав у Герфорд (Північний Рейн-Вестфалія), куди перебрався його брат, який теж був звільнений з полону. Торгував якийсь час овочами та фруктами. У 1956 році купив продовольчу крамницю в Герфорді, якою керував до дня арешту. 

### Арешт та виправдання
Штрейбель був заарештований 16 жовтня 1962 року, та ув'язнений у Герфордській в'язниці. Згодом був переведений до в'язниці у Гамбурзі. 6 лютого 1968 року голова окружного суду вирішив звільнити Штрейбеля з в'язниці під домашній арешт.
Карла Штрайбеля та ще п'ятеро підозрюваних, були обвинувачені на судовому процесі, що проходив з 5 грудня 1972 по 3 червня 1976 року в Гамбурзькому обласному суді, у підбурюванні до насильства в концтаборі «Травники». Справа мала дванадцять томів, у 2070 сторінок. Усі підсудні були виправдані за відсутності достатніх доказів, без подальшого судового переслідування та права на апеляцію.
У 1977 році Моссад вніс Штрейбеля до списку тих, кого потрібно ліквідувати, але Карл Штрейбель помер своєю смертю у віці 83 років 5 серпня 1986 року в Гамбурзі.  